# Everglades

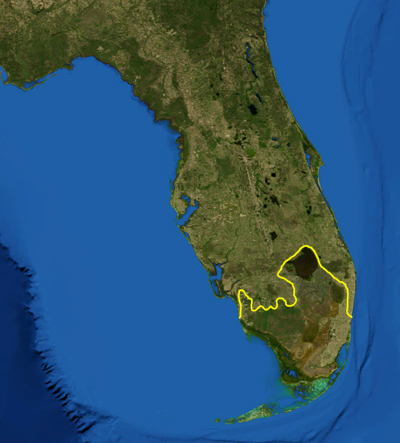
Mapa dels Everglades. matge per satèl·lit de la NASA.

Everglades és el nom d'una regió del sud de l'estat estatunidenc de Florida i també és el nom d'una ciutat del comtat de Collier del mateix estat. Es tracta d'un aiguamoll subtropical de gran importància ecològica. És un hàbitat de diverses espècies natives i actualment està protegida gràcies a la denominació com a Parc Nacional dels Everglades.